# Jane Haist
Jane Haist, född 1 mars 1949, död 21 maj 2022, var en friidrottare från Kanada. Hon deltog vid olympiska sommarspelen 1976.